# 364
Cette page concerne l'année 364  du calendrier julien. Pour l'année 364 av. J.-C., voir 364 av. J.-C. Pour le nombre 364, voir 364 (nombre).
L'année 364 est une année bissextile qui commence un jeudi.

## Événements

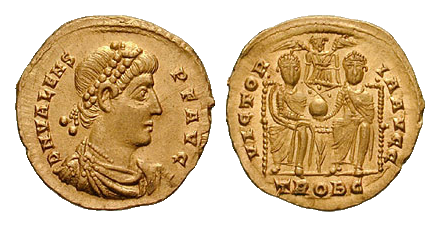
Sou de Valentinien Ier. Son règne assure à l’empire romain quelques années de sécurité relatives. Orthodoxe, il se montre tolérant en matière religieuse.

- 1er janvier : début du consulat de Jovien et de son fils Varronianus à Ancyre ; Jovien a quitté Antioche en décembre pour Tyane. Il reçoit des nouvelles de Gaule, où son envoyé Lucillianus a été assassiné lors d'une révolte militaire. À Aspunes en Galatie, il reçoit une délégation de Jovin, qu'il confirme dans sa charge de Maître de cavalerie en Gaule[1].

- 17 février : mort de Jovien à Dadastana, en Bithynie, alors qu'il est en route pour Constantinople (assassiné ?)[1]. Les officiers supérieurs, réunis en conseil, offrent l’empire au préfet du prétoire Salluste, un ami intime de Julien, qui refuse. Le choix se porte finalement sur Valentinien, un Pannonien qui est proclamé par ses troupes. Il s’associe avec son frère Valens[2].
- 26 février : début du règne de Valentinien Ier, empereur romain (fin en 375)[3].

- 1er mars : Valens est nommé comte des étables à Nicomédie[2].
- 28 mars : Valens est proclamé empereur romain associé au pouvoir par son frère Valentinien devant les murs de Constantinople (fin de règne en 378)[3].

- Avril : arrestation des philosophes Maxime d'Éphèse et Priscus, amis de l'empereur Julien. Le dernier est rapidement libéré, mais Maxime, condamné à une forte amende, reste prisonnier[4].

- 13 mai : Valentinien et Valens, qui ont quitté Constantinople pour Naissus, publient à Andrinople un Grand édit, adressé au préfet du prétoire Mamertinus, qui renforce le principe de l'hérédité des conditions[3].

- Juin-juillet : Valentinien et Valens sont à Naissus, puis à Sirmium, où ils se partagent l'empire romain. Ils se répartissent les troupes, les généraux et les hauts fonctionnaires. Ils se séparent en août. Valentinien part pour Milan où il arrive entre le 15 octobre et le 25 novembre et règne sur l'Occident. Valens se rend à Constantinople où sa présence est attestée le 26 décembre, et règne sur l'Orient[3].

## Naissances en 364
- Blésille de Rome, sainte chrétienne

## Décès en 364
- 17 février : Jovien, empereur romain.